# Nabi Hill
Nabi Hill är en kulle i Antarktis. Den ligger i Sydshetlandsöarna. Argentina, Chile och Storbritannien gör anspråk på området. Toppen på Nabi Hill är 1 meter över havet.
Terrängen runt Nabi Hill är platt västerut, men åt nordost är den kuperad. Havet är nära Nabi Hill åt sydväst. Trakten är glest befolkad. Närmaste befolkade plats är Escudero Station, 11,2 km väster om Nabi Hill. 